# Curva oval torta

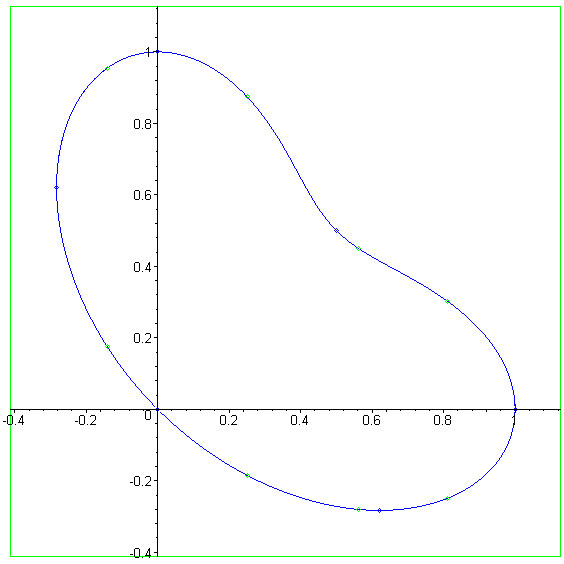
A curva oval torta

Na Geometria Algébrica, uma curva que pode ser chamada de curva oval torta ou ainda curva feijão, é uma curva algébrica plana de grau quatro e gênero zero, com equação
{\displaystyle (x^{2}+y^{2})^{2}=x^{3}+y^{3}\,}.
A equação também pode ser dada na forma polar, como
{\displaystyle r=\sin ^{3}\theta +\cos ^{3}\theta \,}.

Não é a mesma que outra curva chamada de curva feijão, apesar de possuírem propriedades similares em termos de grau e singularidade única, bem como suas aparências. Ambas as curvas pertencem à família das curvas em forma de feijão, de gênero zero e com singularidade única de ponto triplo comum na origem, com a equação
{\displaystyle (x^{2}+y^{2})^{2}=x^{3}+y^{3}+ay^{2}(x^{2}+x-y)\,}
que fornece a curva oval torta quando a é 0, e a curva feijão quando a é 1.